# Wściekłe gary
Wściekłe gary – magazyn kulinarny nadawany w stacji TVP1.
Program kulinarny prowadzony przez warszawskiego restauratora Adama Gesslera prezentujący potrawy kuchni polskiej i światowej, nadawany na antenie TVP1 od 11 września 2010 roku w soboty o 17.30. W każdym odcinku prezentowane są najlepsze restauracje i dania kuchni polskiej.